# اولویلا
اولویلا (به لاتین: Ulvila) یک شهرک در فنلاند است که در ساتاکونتا واقع شده‌است. این شهرک در سال ۲۰۱۷ میلادی ۱۳٬۲۳۶ نفر جمعیت داشته‌است.